# دانیال سانچز
دانیال سانچز (انگلیسی: Daniel Sanchez (French footballer)؛ زادهٔ ۲۱ نوامبر ۱۹۵۳) یک بازیکن فوتبال اهل فرانسه است.